# Cathédrale Sainte-Agnès de Rockville Centre
Cette  cathédrale n’est pas la seule cathédrale Sainte-Agnès.
La cathédrale Sainte-Agnès (en anglais : St. Agnes Cathedral) est la cathédrale du diocèse catholique de Rockville Centre aux États-Unis. Elle est située à Rockville Centre dans l'État de New York, sur Long Island. Elle est dédiée à sainte Agnès.

## Histoire
La paroisse Sainte-Agnès est fondée en 1887, lorsque la première messe est célébrée à l'atelier du forgeron Walter Johnson, avec une enclume tenant lieu d'autel. Vers 1890, l'atelier est devenu trop petit pour le nombre de fidèles et ceux-ci louent une salle de l'Institute Building. Plus tard, c'est une ancienne école qui est utilisée comme église. L'évêque de Brooklyn, Charles Edward McDonnell, érige formellement la paroisse en 1894. En 1905, une église catholique est enfin construite à Rockville Centre. Elle devient rapidement insuffisante à cause de l'afflux de migrants, et est donc démolie en 1933.

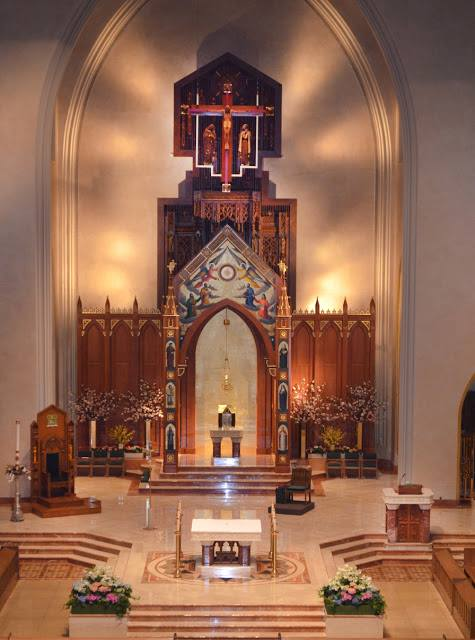
Le maître-autel.

C'est en 1935 que l'édifice actuel est terminé, de style néo-gothique, en forme de croix latine. Lorsque le nouveau diocèse de Rockville Centre est érigé en 1957, cette église est choisie pour en devenir la cathédrale. Elle est restaurée en 1981. En 1986, Mère Teresa visite la cathédrale.
La maison paroissiale (St Agnes Parish Center) a été inaugurée en 2004. L'école paroissiale a été fondée en 1917, et est toujours en activité.

## Orgue et musique
Le premier orgue a été en activité des années 1930 à 1972, puis remplacé par un petit instrument électronique, et ensuite un petit orgue Moeller. En 2001, la Wicks Organ Company de Highland dans l'Illinois installe l'orgue actuel.
La cathédrale bénéficie de trois chorales : le chœur d'hommes et de garçons de la cathédrale (The Cathedral Choir of Men and Boys), fondé en 1957 ; les sections junior et senior de la chorale de filles (The Cathedral Girls Choir), et enfin la Cathedral Chorale and Schola Cantorum. Les chœurs sont dirigés par en 2017 par Michael L. Bower.

### Articles liés
- Liste des cathédrales des États-Unis
- Église catholique aux États-Unis